# Brauer
Brauer er tysk for en brygger, og anvendes også som efternavn.
- Arik Brauer(de) (1929 – 2021), en østrigsk/israelsk maler, grafisk designer, scenograf, sanger og digter
- Timna Brauer (*1961, Wien), en østrigsk/israelsk sangerinde
- Friedrich Moritz Brauer(de) (1832, Wien – 1904, Wien), en østrigsk entomolog og museumsdirektør
- Ingrid Arndt-Brauer(de) (*1961, Marburg), en tysk politiker; medlem af Bundestag
- Jono Brauer(de) (*1981), en australsk olympisk skiløber
- Max Brauer(de) (1887 – 1973), en tysk politiker; Hamborgs første borgmester
- Richard Brauer(de) (1901 – 1977), en tysk-amerikansk matematiker
- Thage Brauer(no) (1894 – 1988), en svensk høj jumper
- Wilfried Brauer(de) (1937, Berlin – 2014), en tysk computerforsker
- Willy Brauer (1916, Odder – 2004), en dansk fagforeningsmand og politiker
  - Kurt Brauer (1937, [?] – 2000), en dansk typograf, søn af Willy Brauer